# Wasabi
Wasabi (Eutrema japonicum) (japanisch ワサビ oder 山葵, früher 和佐比), auch Japanischer Meerrettich oder Wassermeerrettich genannt, ist eine Pflanzenart aus der Familie der Kreuzblütengewächse (Brassicaceae). Die Rhizome werden in der japanischen Küche als scharfes Gewürz verwendet. Als Wildpflanze ist die Art in sumpfigem Gelände am Rand von Fließgewässern in Japan heimisch. Als Kulturpflanze wird sie auch in anderen Regionen angebaut, vor allem in Taiwan, Korea, Israel, Thailand und Neuseeland.

## Beschreibung

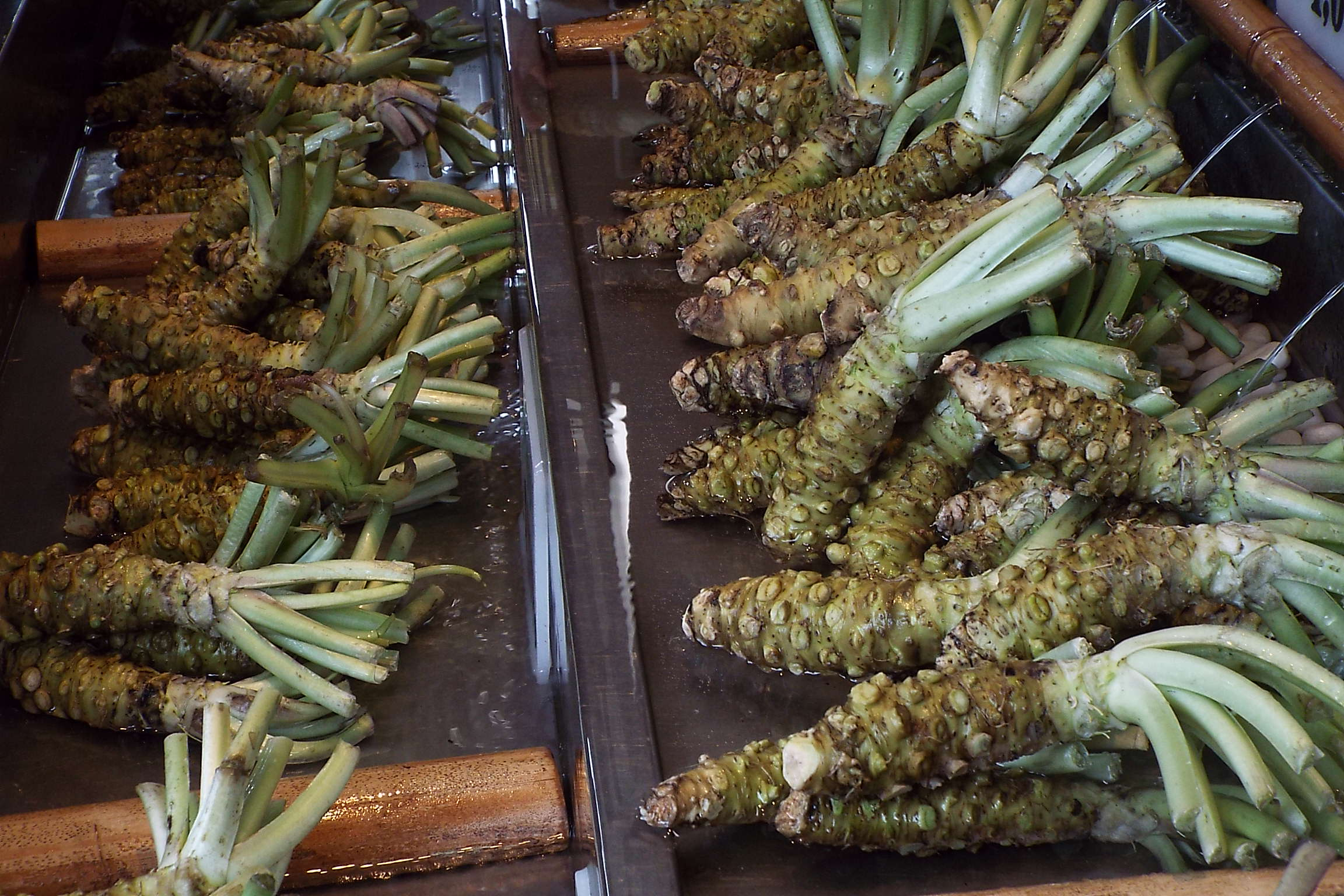
Geerntete Wasabi-Rhizome

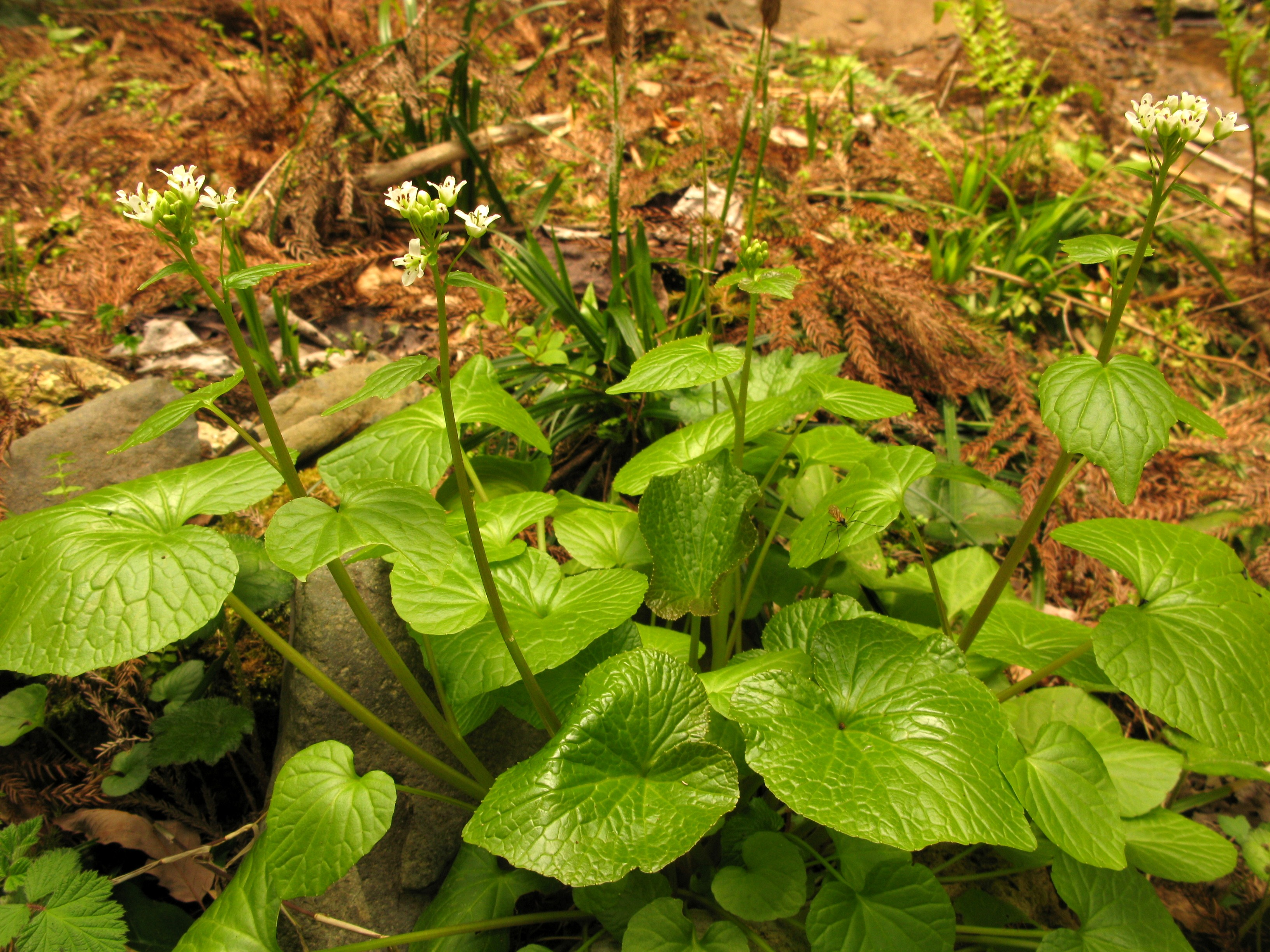
Laubblätter und Blütenstände

### Vegetative Merkmale
Eutrema japonicum wächst als ausdauernde krautige Pflanze und erreicht Wuchshöhen von 20 bis 60 (selten bis zu 75) cm. Für die Küche wird die Sprossknolle genutzt, die als senkrecht wachsendes, fleischiges Rhizom mit einem Durchmesser von etwa 3–5 cm und einer Länge bis 30 cm gebildet wird. Die Pflanzenteile sind überwiegend glatt oder im oberen Bereich spärlich weich behaart. Die aufrechten bis liegenden Stängel sind nicht verzweigt. Die einfachen Laubblätter sind in einer grundständigen Rosette und am Stängel verteilt angeordnet. Die grundständigen Laubblätter sind meist 10 bis 20 (6 bis 26) cm lang gestielt und die ca. 6–15 cm mal 6–18 cm große Blattspreite ist herz- bis nierenförmig mit fast ganzem bis gezähntem Blattrand. Die mittleren Stängelblätter sind 1 bis 5 (selten bis 8) cm lang gestielt und die Blattspreite ist breit-eiförmig bis eiförmig-herzförmig, 1,5 bis 4 (bis 6) cm lang und 2 bis 4 (bis 6) cm breit mit fast ganzem bis gezähntem Blattrand.

### Generative Merkmale
Die Blütezeit reicht von März bis Mai. Der lockere, traubige Blütenstand besitzt mindestens unten Tragblätter. Sie stehen auf dünnen, 1 bis 3,5 (bis 5) cm langen, aufsteigend bis spreizenden Fruchtstielen. Die kleinen und zwittrigen Blüten sind vierzählig mit doppelten Perianth. Die vier länglichen Kelchblätter sind 3 bis 4 mm lang und 2 bis 2,5 mm breit, sie sind abfallend. Die vier weißen Kronblätter sind mit einer Länge von 6 bis 8 (bis 9) mm und einer Breite von 2 bis 3 mm länglich-spatelförmig. Die sechs weißen Staubfäden sind 3,5 bis 5 mm lang. Die länglichen Staubbeutel sind 0,6 bis 0,8 mm lang. Es sind an der Basis der Staubfäden Nektarien vorhanden. Der oberständige und einkammerige Fruchtknoten enthält sechs bis acht Samenanlagen. Das Gynophor ist 2 bis 5 mm lang, der Griffel ist 2 bis 3 mm lang mit einer kopfigen Narbe.
Die lineale Schote besitzt meist einen runden Querschnitt, eine Länge von 1 bis 2 cm und einen Durchmesser von 1,5 bis 2 mm. Die Klappen besitzen jeweils einen undeutlich erkennbaren Hauptnerv. Das Septum ist meist vollständig ausgebildet. Die länglichen Samen sind 2 bis 3 mm × 1 bis 1,5 mm groß. Die Samenoberfläche ist schwach netzartig und verschleimt wenig bis gar nicht in nassem Zustand. Die Früchte reifen zwischen Mai und Juni.
Die Chromosomenzahl beträgt 2n = 28.

## Systematik
Synonyme für Eutrema japonicum (Miq.) Koidz. sind: Cochlearia wasabi Sieb., nom. nud., Eutrema wasabi Maxim., Lunaria japonica Miq. (basionym), Wasabia japonica (Miq.) Matsum., Wasabia pungens Matsum., Wasabia wasabi (Maxim.) Makino.

## Etymologie
Der Name Wasabi stammt aus dem Japanischen. Heute wird der Begriff in Katakana- oder Hiragana-Silbenschrift geschrieben (ワサビ bzw. わさび).
Die früheste bekannte Erwähnung der Pflanze findet sich auf einem Holztäfelchen (mokkan) aus der Asuka-Zeit (Ende 6. bis Anfang 8. Jahrhundert) in der phonetischen Schreibweise 委佐俾. Im Heilkräuter-Wörterbuch Honzō Wamyō sowie dem allgemeinen Wörterbuch Wamyō Ruijushō, beide aus dem frühen 10. Jahrhundert, findet sich die Schreibweise 山葵, die bis zur Moderne die üblichste war. Das Schriftzeichen 山 bedeutet „Berg“ und 葵 wird im Japanischen auch für die Stockrose (die mit Wasabi nicht verwandt ist) verwendet, sodass der Name von früheren deutschen Gelehrten irrtümlich mit „Bergstockrose“ übersetzt wurde. Dieser Begriff findet sich noch in älterer Literatur, wird aber heute größtenteils nicht mehr verwendet. Die Schreibweise „山葵“ ist nur im Japanischen gebräuchlich – in den chinesischen Sprachen wird eine andere Schreibweise für Wasabi verwendet, allerdings wurde 山葵 als modernes Lehnwort nach China „reimportiert“. Die historische Schreibweise 和佐比 ist ebenfalls eine phonetische und verwendet Man’yōgana.

## Nutzung

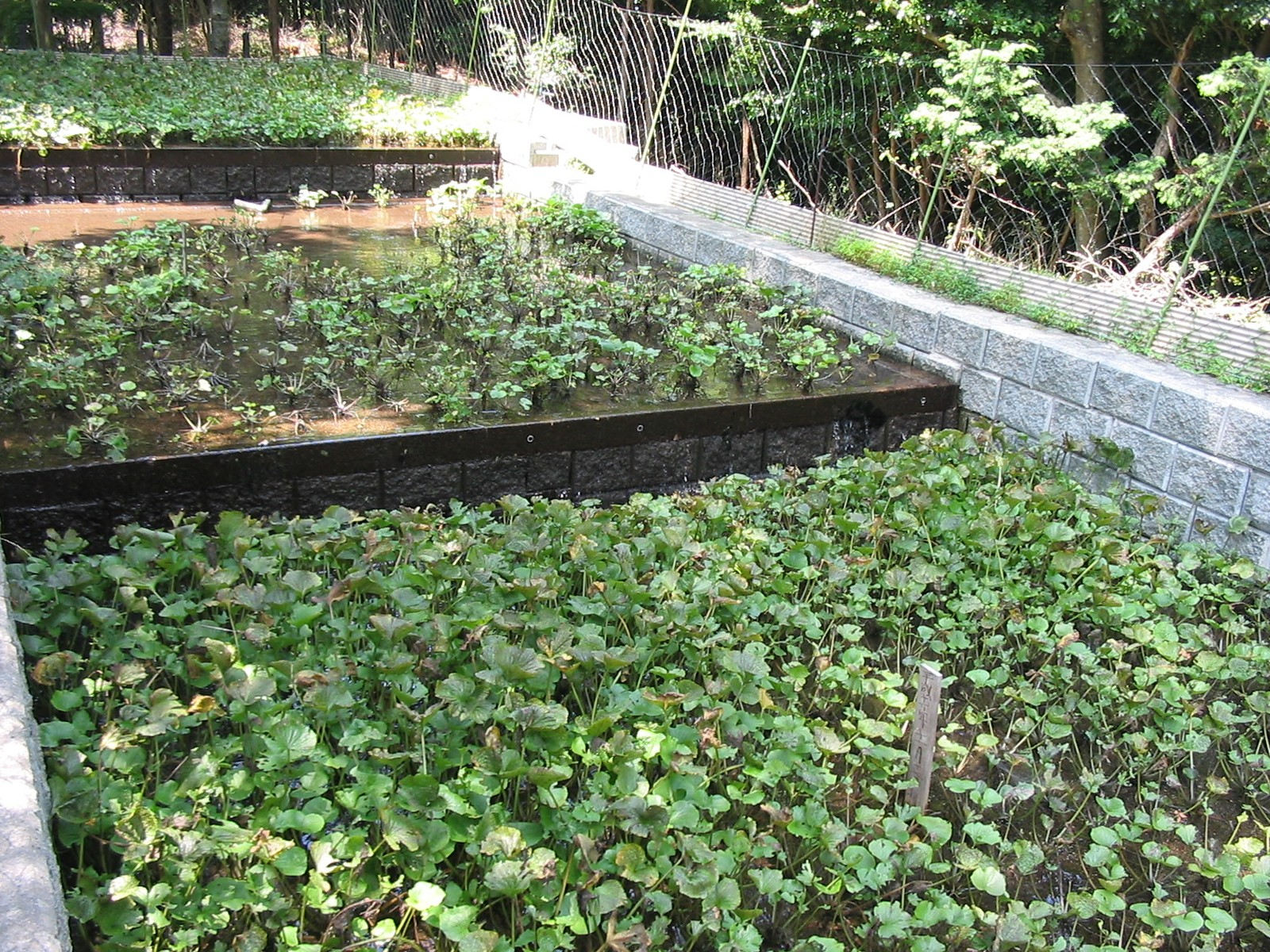
Wasabi-Anbau auf der Izu-Halbinsel

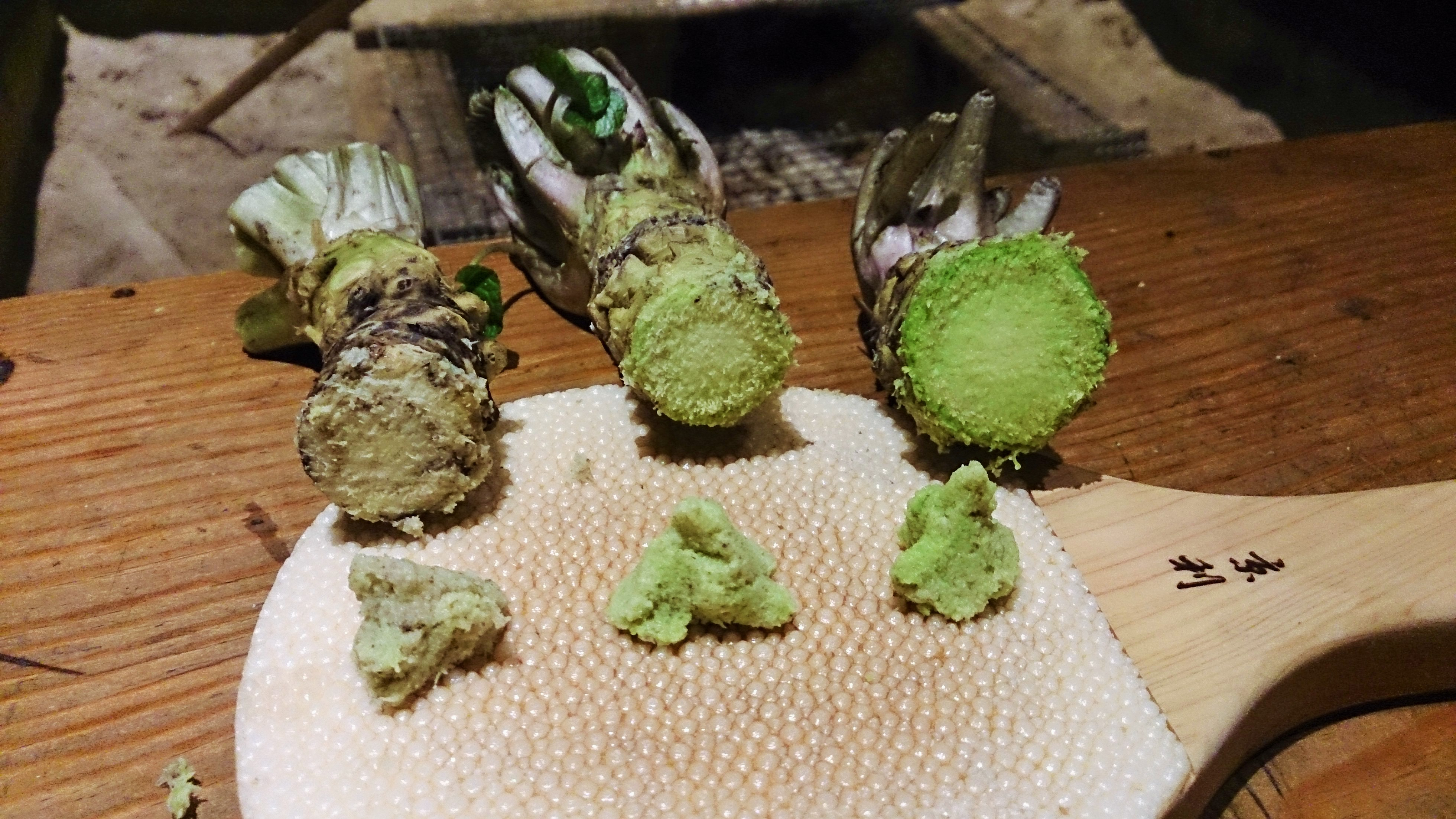
Wasabi mit Reibe zur Zubereitung

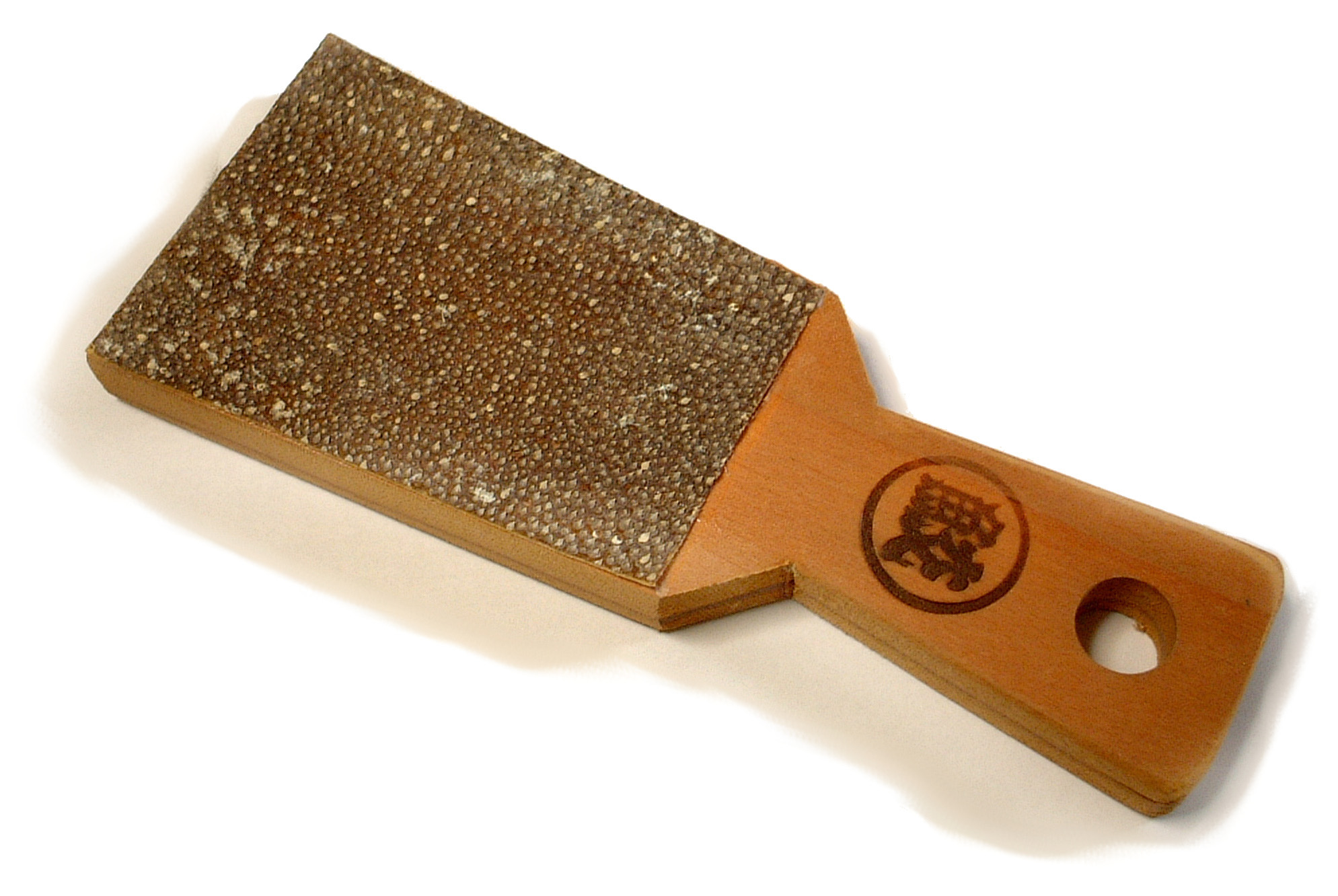
Traditionelle Reibe mit Haifischhaut (Samegawa-Oroshi) mit „sehr feiner“ Reibefläche

Echter Wasabi ist sehr teuer und in Europa kaum erhältlich. Frisch importierte Wurzeln finden sich nur in Spezialgeschäften, als Pflanze mittlerweile auch bei gut sortierten Gärtnereien. Als Kübelpflanze soll Wasabi idealerweise an einen im Sommer kühlen, schattigen Ort gestellt werden. Da er nur bedingt winterhart ist, benötigt er entweder eine Abdeckung oder wird ins Haus geholt. Im letzteren Fall muss dann der Topf/der Kübel immer mäßig feucht gehalten werden. So ist eine regelmäßige Ernte das ganze Jahr über möglich. Die Schärfe ist unterschiedlich, am schärfsten ist frisch aus der Wurzel zubereiteter Wasabi. Vor allem in der Vergangenheit wurde dabei ein Stück Haifischhaut mit seinen typischen winzigen in der Haut sitzenden Zähnchen als Reibe (Samegawa-Oroshi) benutzt; heute nimmt man meist Metallreiben (Oroshigane). Frisch geriebener Wasabi oder solcher aus angerührtem Pulver verliert seine Würzkraft schon nach etwa einer halben Stunde. Daher ist der in Europa erhältliche „Wasabi“ fast immer kein echter Wasabi, sondern ein Surrogat, das zumeist aus Meerrettich, Senf, Maisstärke, Brillantblau FCF (E 133) sowie dem allergieauslösenden Tartrazin (E 102) besteht.
Die Kultivierung begann in Japan während der Edo-Zeit um 1600, wobei der Ort Utōgi (heute Teil von Shizuoka) am Oberlauf des Abe als Ursprungsort dieser gilt.
Wasabi enthält je 100 Gramm ca. 46,1 g Kohlenhydrate (darunter 13,2 g Zucker), 10,9 g Fett und 2,2 g Eiweiß sowie 6,1 g Ballaststoffe. Daraus ergibt sich ein Nährwert von 1222 kJ (292 kcal). Wasabi enthält vor allem Vitamin E, daneben kommen noch einige B-Vitamine und Vitamin K in geringeren Mengen vor.

### Seiyō Wasabi
Im Handel wird oft ein Wasabi-Surrogat aus Meerrettich oder ein Meerrettich-Senf-Gemisch vertrieben, das teilweise mit Chlorophyll, Spirulina oder einer Kombination von Tartrazin (E 102) (seit dem 21. Juli 2010 in der EU mit einem Warnhinweis versehen) und Brillantblau FCF (E 133), grün eingefärbt wird. Eine Zubereitung enthält beispielsweise 30,4 % Meerrettichpulver, 6 % Senfmehl, Tapiokastärke, Rapsöl, 0,5 % Wasabipulver, Kurkuma und Petersilie, als Rest zu vollständigen 100 % (Trink-)Wasser.
Dieses Surrogat, in Japan Seiyō Wasabi (西洋わさび, „westliches Wasabi“) oder Kona Wasabi (粉わさび, „Pulver-Wasabi“) genannt, wird schon seit 1939 verwendet und ist aufgrund der schlechten Verfügbarkeit und des hohen Preises von echtem Wasabi sehr verbreitet: Ganze Wasabi-Pflanzen kosten in Europa über 200 €/kg.
Im Einzelhandel angebotene Produkte wie Wasabi-Chips und Wasabi-Knuspererbsen enthalten in der Regel ein bis zwei Prozent des originalen Wasabiprodukts. Nach einer durch den Bundesverband der Verbraucherzentralen vorangetriebenen Klage untersagte im Jahr 2009 das Landgericht München II dem Lebensmittelunternehmen „Kattus“, ein Produkt unter der Bezeichnung „Wasabi-Erbsen“ zu vertreiben, da es kein einziges Gramm Wasabi enthielt. Im Rahmen der gerichtlichen Auseinandersetzung vertrat das Unternehmen den Standpunkt, es könne keine Täuschung vorliegen, da die meisten Kunden gar nicht wüssten, was Wasabi sei, setzte sich mit dieser Haltung aber im Prozess nicht durch, wie das Urteil deutlich machte.

### Hon Wasabi
Echten Wasabi gibt es als frische Knolle, die direkt am Tisch auf einer Reibe gerieben wird, gefrorene, geriebene Paste oder auch als gefriergetrocknetes Pulver, das mit Wasser angerührt werden muss. Dieses findet man auch unter dem Namen Nama Wasabi (生わさび, „frischer Wasabi“) oder Hon Wasabi (本わさび, „echter Wasabi“) im Handel, um es von Seiyō Wasabi zu unterscheiden. Pulver mit der Bezeichnung Hon-Wasabi Shiyo muss mindestens 50 % echten Wasabi enthalten.
Bei frischen Pflanzen wird noch nach Herkunft und Sorten (z. B. Darum oder Satsuma) unterschieden. Sie wachsen entweder wild in flachen, kühlen und mineralreichen Bergbächen oder werden in Hydrokulturen gezogen (沢わさび Sawa Wasabi, „Bach-Wasabi“), dies ist die bessere Qualität. Daneben gibt es „Hügel-Wasabi“ (丘わさび Oka Wasabi) sowie „Acker-Wasabi“ (畑わさび Hata Wasabi), diese sind von minderer Qualität. Japan kann seinen Eigenbedarf selbst nicht decken und importiert daher große Mengen aus Taiwan, der Volksrepublik China und dem Nordwesten der USA.
Hon Wasabi unterscheidet sich grundlegend in Geschmack und Farbe von Seiyō Wasabi.
Es wird auch eine schlechtere, zweite Qualität von Wasabipulver aus den unteren Blattstielen und den obersten Rhizomteilen gewonnen.